# Nick Calathes
Nicholas William „Nick” Calathes (gr. Νικόλαος „Νίκος” Γουλιέλμος Καλάθης; ur. 7 lutego 1989 w Casselberry) – amerykański koszykarz greckiego pochodzenia, obrońca, aktualnie zawodnik zespołu FC Barcelona Lassa.
W 2007 wystąpił w meczu gwiazd amerykańskich szkół średnich - McDonald’s All-American.
W kwietniu 2014 roku został ukarany 20-meczowym zawieszeniem w rozgrywkach NBA w związku ze złamaniem przepisów antydopingowych obowiązujących w tej lidze (w jego organizmie wykryto tamoksyfen).
15 lipca 2015 roku podpisał trzyletnią umowę z greckim zespołem Panatinaikos Atlitikos Omilos, opiewającą na kwotę 7 milionów dolarów.

## Osiągnięcia
Stan na 20 listopada 2021, na podstawie, o ile nie zaznaczono inaczej.
NCAA
- Najlepszy:
  - nowo przybyły zawodnik konferencji SEC (2008)
  - pierwszoroczny zawodnik SEC (2008)[9]
- Zaliczony do:
  - I składu:
    - SEC (2009)
    - turnieju CBE Classic (2009)

  - II składu SEC (2008)

Drużynowe
- Mistrz:
  - Euroligi (2011)
  - Eurocupu (2013)
  - Grecji (2010, 2011, 2017–2020)
  - Hiszpanii (2021)
- Wicemistrz Grecji (2012, 2016)
- 4. miejsce w Eurolidze (2012)
- Zdobywca pucharu:
  - Hiszpanii (2021)
  - Grecji (2012, 2016, 2017, 2019)
- Finalista:
  - pucharu Grecji (2010, 2011)
  - ligi VTB (2013)

Indywidualne
- MVP
  - Eurocupu (2013)
  - ligi greckiej (2017, 2018, 2019)
  - pucharu Grecji (2019)
- Obrońca roku ligi greckiej (2016–2018)
- Najpopularniejszy zawodnik ligi greckiej (2018, 2019)
- Zaliczony do:
  - I składu:
    - Euroligi (2018, 2019[10])
    - Eurocup (2013)
    - ligi greckiej (2017–2019)
- Uczestnik meczu gwiazd ligi greckiej (2011, 2018, 2019, 2020)
- 2-krotny uczestnik greckiego meczu wschodzących gwiazd (2010, 2011)
- Największy postęp ligi greckiej (2011)
- Lider:
  - w asystach:
    - Euroligi (2018–2020)
    - Eurocup (2013)
    - ligi greckiej (2016, 2018, 2019, 2020)

  - w przechwytach:
    - Euroligi (2016, 2018, 2019)
    - ligi greckiej (2016)

NBA
- Debiutant Miesiąca Konferencji Zachodniej (luty 2014)

Reprezentacja
- Brązowy medalista mistrzostw Europy (2009)
- Uczestnik mistrzostw świata (2010 – 11. miejsce, 2014 – 9. miejsce)
- Uczestnik:
  - Eurobasketu (2009, 2011 – 6. miejsce)
  - Eurobasketu U–20 (2008)
- Zwycięzca turnieju Love Cyprus Basketball (2010)
- 2-krotny zwycięzca turnieju Acropolis (2009, 2010)